# Karachi Electric Football Club
El K-Electric FC fue un equipo de fútbol profesional de la ciudad de Karachi en Pakistán. El club milita en la Premier League de Pakistán de la cual fue campeón en la temporada 2014/15.
El club disputa sus partidos en el Estadio del pueblo de fútbol que cuenta con una capacidad para 40,000 personas.

## Historia
El club fue fundado en el año 1974 en la ciudad de Karachi con el nombre KESC FC y fue refundado en 2014 con su nombre actual.
Se convirtió en el primer equipo de Pakistán en superar la primera fase preliminar de la Copa AFC en 2016 luego de eliminar a los representantes de Bhután y Mongolia, hasta que fue eliminado en el playoff por el Hidd SCC de Baréin.
En 2020 K-Electric decidió desaparecer al club.

## Palmarés
- Liga Premier de Pakistán:

Campeón (1): 2014-15
Subcampeón (2): 2012-13, 2013-14
- Copa de Pakistán:

Subcampeón (4): 2011, 2012, 2013, 2014

## Participación en competiciones de la AFC
| 2016 | AFC Cup | Clasificatoria | Druk United | 3–3 |
| 2016 | AFC Cup | Clasificatoria | Khoromkhon  | 1–0 |
| 2016 | AFC Cup | Playoff        | Al-Hidd     | 0-2 |